# Alynthor Magalhães Júnior
Alynthor Magalhães Júnior, (São Paulo, 6 de agosto de 1953) - também conhecido como MAGA - é escritor, autor e roteirista brasileiro.
Ex-professor de Físico-Química, começou a carreira de escritor e roteirista no início nos anos 80 com o lançamento do livro Contos da Mooca, uma reunião de contos e crônicas.
Em 1983 fez sua primeira colaboração para Fausto Silva, no programa Balancê, na Rádio Excelsior SP, e em 1984, no programa Perdidos na Noite, na TV Gazeta.
Seus escritos já passaram por várias emissoras de rádio e televisão; bem como teatro, revistas, livros, fotografia e internet.
TELEVISÃO - Infantis
- Bambalalão (TV Cultura)
- Revistinha (TV Cultura)
- TV Fofão (TV Bandeirantes)
- Dó Ré Mi Fá Sol Lá Si...mony (SBT)
- Oradukapeta (SBT)
- Dr. Cacareco (TV Record)
- A Turma do Arrepio (Produção independente)

TELEVISÃO - Linha de shows
- Perdidos na noite (TVs Gazeta, Band e Record)
- Musicamp (SBT)
- Italianíssimo (TV Bandeirantes)
- Alô Alô (TV Cultura)
- Passa ou Repassa (SBT)

TELEVISÃO - Humorísticos
- Só Risos (TV Record) - 1985
- Bronco, com Ronald Golias  (TV Bandeirantes) - 1987
- Programa Agildo Ribeiro (TV Bandeirantes) - 1987
- Praça Brasil (TV Bandeirantes)  - 1987
- Escolinha do Golias (SBT) -  1990/91 - 1994/95
- Escolinha do Professor Raimundo (TV Globo) - 1993/94
- Especial 50 anos de TV - Humor - (TV Globo) - 2000
- Turma do Didi - (TV Globo) -  2000
- Escolinha do Barulho (TV Record) - 2000/2001
- Sai de Baixo (TV Globo) -  2001
- Zorra Total (TV Globo) -  2001
- SBT Palace Hotel (SBT) - 2002
- Especial "Branca de Neve" - Programa HEBE (SBT) - 2004
- Charme (SBT) - 2005
- Uma Escolinha Muito Louca (Band) - 2008/2009
- Show do Tom (TV Record) - 2006/2012
- Tom de bola (TV Record) - 2006
- Louca Família (TV Record) - 2009
- Escolinha do Gugu (TV Record) - 2011/13
- Escolinha do Ratinho (SBT) - 2011
- Especial do Chaves - 30 anos     SBT (SBT) - 2011
- Especial do Chaves - Natal     (SBT) - 2011
- Especial do Chaves - Ano     Novo (SBT) - 2011
- Especial "Batman e     Robin, uma dupla quase dinâmica" (SBT) - 2011
- Pousada do Ratinho (SBT) -  2015
- Especial "Uma Mansão     Bem-Assombrada" (SBT) - 2015
- A Praça é Nossa (SBT) -     desde 1987

TELEVISÃO - Teledramaturgia
- Palavra Viva (SBT, Globo, Rede Vida, TVE)
- Nas Ondas da Vida (telenovela religiosa - TV Record)

VÍDEO - Documentários
- A vida não é uma droga (Cáritas)
- A cidade que saiu do papel (Cáritas)
- Caminho de casa (Cáritas)
- Fortaleza e grandeza (Cáritas)
- Presente de mulher (Cáritas)
- Programa Seven - Direção Defensiva (QSP)

RÁDIO
- Balancê (Rádio Excelsior AM) - Humor
- Transpiração (Rádio Transamérica FM) - Humor
- Pânico (Rádio Jovem Pan 2) -  Humor
- Rádio Cidade - Humor
- Programa Fausto Silva (Rádio Record) - Humor
- Copa do mundo 86 (Rádio Globo) - Esporte
- A hora do Colombo (Rádio América AM) - Humor
- Emoções e sentimentos (Rádio América AM) - Radiocontos inspirados em canção de Roberto Carlos
- American-Sat - Rede AM/FM - Radionvelas
- Palavra Viva Rádio - Rede AM/FM - Radiocontos religiosos
- Radiocriatividade Gesy-Lever  - Rede AM/FM - Radionovelas e Radiocontos
- AmericanSAt - Radionovelas
- Rádio Aleluia FM - Radionovelas religiosas
- No mundo da bola  (Rádio Jovem Pan) - Crônicas esportivas
- Morrendo de rir - (Rádio Jovem Pan) - Resgate do humor brasileiro
- Magazine - Programa "Você é Curioso?" - Rádio Bandeirantes - Retrospectiva do humor televisivo
- Magazine - Programa "Você é Curioso?" - Rádio Bandeirantes - Retrospectiva da televisão brasileira
- Magazine - Programa "Você é Curioso?" - Rádio Bandeirantes - Retrospectiva de séries televisivas

REVISTAS
- Divisão Disney - Editora     Abril (roteirista colaborador)
- A Turma do Arrepio - Editora     Globo (roteirista colaborador)
- Crônicas de Pedro Malasartes - Revista Contigo (Crônicas)

LIVROS
- Contos da Mooca (1984, Massao Ono)
- Nóis num ganha... mas beeebe! (1985, Ismael Guarnelli)
- O Anjo Endiabrado (2003, Ed. Nativa)
- Decisões (2004. Ed. Salesiana)
- Encontro Marcado em Valência (2005, Ed. Nativa)
- Nas Ruas da Mooca (2005, Ed. Salesiana)
- O Melhor Amigo do Cão (2006, Ed. Salesiana)

ÁUDIO
- Evangelho de São Lucas (com Cid Moreira) (1998)

TEATRO
- De Banda Pra Lua (1994)
- Agora é a minha vez (com Eliezer Motta) (1995)
- Se meu gabinete falasse (com Saulo Laranjeira) (2015/2017)

INTERNET - CRÔNICAS
- A Crônica do Maga - Portal Terceiro Tempo - Crônicas de humor esportivo - 2001/2015

INTERNET - HUMOR
- Bola com Chapinha - Portal Terceiro Tempo - Humor esportivo - 2013

INTERNET - PODCAST
- Quem te viu, quem tv –  Comentários e Impressões sobre a TV Brasileira – 2020/2022

PUBLICIDADE
- Lançamento da linha Arts e Skin-so-soft - Avon - 1983
- Semana do Rádio - Revista Meio & Mensagem e Pool de Rádios - 1990

FOTOGRAFIA
- 10ª Mostra Leitura de Portifólio Casa Fuji de Fotografia - 2001
- Mostra Nacional do Festival - Foto - Silêncio animal - (2005)

PRÊMIOS
- Menção Honrosa - Radionovela     Laurana- Concurso The Writer Around the World - BBC London (1999)
- Vencedor Festival do minuto  -  Melhor frase (2005)
- Prêmio Associação Brasileira de Escritores - Melhor frase (2006)
- Finalista do Prêmio APCA 2021 - Destaque em Cultura - com o programa "Quem Te Viu, Quem TV"